# ダビド・テランス
ミゲル・ダビド・テランス・ペレス（スペイン語: Miguel David Terans Pérez、1994年8月11日 - ）は、ウルグアイのサッカー選手。ウルグアイ代表。ポジションはFW。

## クラブ歴
2010年にCAレンティスタスの下部組織に加入。2013年にトップチームに昇格した。
2016年7月にCDサンティアゴ・ワンダラーズに期限付き移籍、2017年7月26日にダヌービオFCに期限付き移籍した。同年のクラウスーラでは8得点でコパ・スダメリカーナ2018進出に貢献、翌年のアペルトゥーラでは得点王に輝いた。
2018年6月15日にアトレチコ・ミネイロに5年契約で完全移籍。
2020年1月14日にCAペニャロールに1年の期限付き移籍をしたが、その後移籍期間が1年延長された。
2021年5月22日に4年契約でアトレチコ・パラナエンセに完全移籍した。

## 代表歴
2021年8月に2022 FIFAワールドカップ・南米予選のメンバーに選出され、9月2日のペルー代表戦で代表初出場を記録した。